# Commune fusionnée de Herrstein
La Commune fusionnée de Herrstein est une municipalité allemande située dans le land de Rhénanie-Palatinat et l'arrondissement de Birkenfeld.